# مکثر
مکثر (به عربی: مکثر) یک منطقهٔ مسکونی در تونس است که در استان سلیانه واقع شده‌است. مکثر ۱۳٬۵۷۶ نفر جمعیت دارد.